# Terence Kongolo
Terence Kongolo, född 14 februari 1994 i Fribourg i Schweiz, är en nederländsk fotbollsspelare (mittback) som spelar för Rapid Wien, på lån från Fulham.

## Klubbkarriär
I januari 2016 förlängde Kongolo kontraktet med Feyenoord till sommaren 2018.
Den 3 juli 2017 värvades Kongolo av Monaco, där han skrev på ett femårskontrakt. Den 2 januari 2018 lånades Kongolo ut till Huddersfield Town över resten av säsongen 2017/2018. Den 8 juni 2018 värvades Kongolo av Huddersfield Town, där han skrev på ett fyraårskontrakt.
Den 16 januari 2020 lånades Kongolo ut till Fulham på ett låneavtal över resten av säsongen 2019/2020. Den 16 oktober 2020 värvades Kongolo av Fulham, där han skrev på ett kontrakt fram till sommaren 2024 med option på ytterligare ett år. Den 1 september 2022 lånades Kongolo ut till franska Ligue 2-klubben Le Havre på ett säsongslån. Den 1 september 2023 lånades han ut till österrikiska Rapid Wien på ett säsongslån.

## Landslagskarriär
Kongolo var uttagen i Nederländernas trupp vid världsmästerskapet i fotboll 2014.